# 26213 Ayani
26213 Ayani este o planetă minoră (asteroid), cu un diametru de 6,128 km, din centura de asteroizi. A fost descoperită pe 25 octombrie 1997 la Kitami Observatory⁠(d) de Kin Endate și a fost numită după Kazuya Ayani⁠(d). 
Obiectul prezintă o orbită caracterizată de o semiaxă mare de 2,8657416 UAi, o excentricitate de 0,14, o înclinație de 12,37331 ° în raport cu ecliptica.